# Görbeháza
Görbeháza es un pueblo en el condado de Hajdú-Bihar, en la región de la Gran Llanura del Norte del este de Hungría. Cuenta con una población de 2 249 habitantes (2024).

## Geografía
Tiene una superficie de 80,2 kilómetros cuadrados.
Se encuentra en la parte noroeste del condado, unos 50 kilómetros al noroeste de Debrecen y a una distancia similar de Miskolc y Nyíregyháza.
Una parte separada del municipio es Bagota, 9 km al sur del centro.
Los vecinos inmediatos son Hajdúnánás al noreste, Hajdúböszörmény al sureste, Balmazújváros al sur, Újszentmargita al suroeste, Folyás al oeste y Polgár al noroeste.

## Historia
El nombre original de Görbeháza era Görbeházpuszta, que pertenecía al asentamiento vecino de Polgár. Recibía su nombre de la casa en forma de L que se encontraba allí, llamada "görbeház" en la región. Según la tradición, esta casa era una taberna a las afueras de la puszta de Hortobágy, frecuentada por pastores y forajidos, con una gran bodega, cuyos restos aún se pueden ver.
La historia del pueblo está unida con la de Polgár, que formaba parte del patrimonio civil del Capítulo de Eger.
Según el censo de 1910, Görbeház era un lugar prácticamente deshabitado con apenas 165 habitantes. Durante la reforma agraria de Nagyatád, se planteó la idea de crear un asentamiento en Polgár. Esta idea surgió dado que la zona actual de Görbeháza, las fincas llamadas Nagykapros y Lipcsei-hát, que iban a ser distribuidas, estaban lejos de Polgár (a 13 km) y se consideraban muy inadecuadas para el cultivo en pequeñas parcelas.
Con la reforma agraria, en 1924 se creó un nuevo asentamiento en Görbeház-Puszta.
El pueblo fue construido entre 1925 y 1929 según un plan de ingeniería, para el cual los constructores recibieron préstamos estatales.
Su población creció rápidamente con la asignación de nuevas parcelas entre 1939 y 1940, como resultado de las medidas de la política nacional de tierras. En aquel entonces, su independencia ya no estaba en duda, pero no se le concedió formalmente hasta 1945, año en que alcanzó una población de 1 638 habitantes y obtuvo la categoría de municipio grande.
El nombre del municipio, que hasta entonces se llamaba provisionalmente Görbeháza, quedó fijado por decreto del Ministro del Interior.